# Baldosa

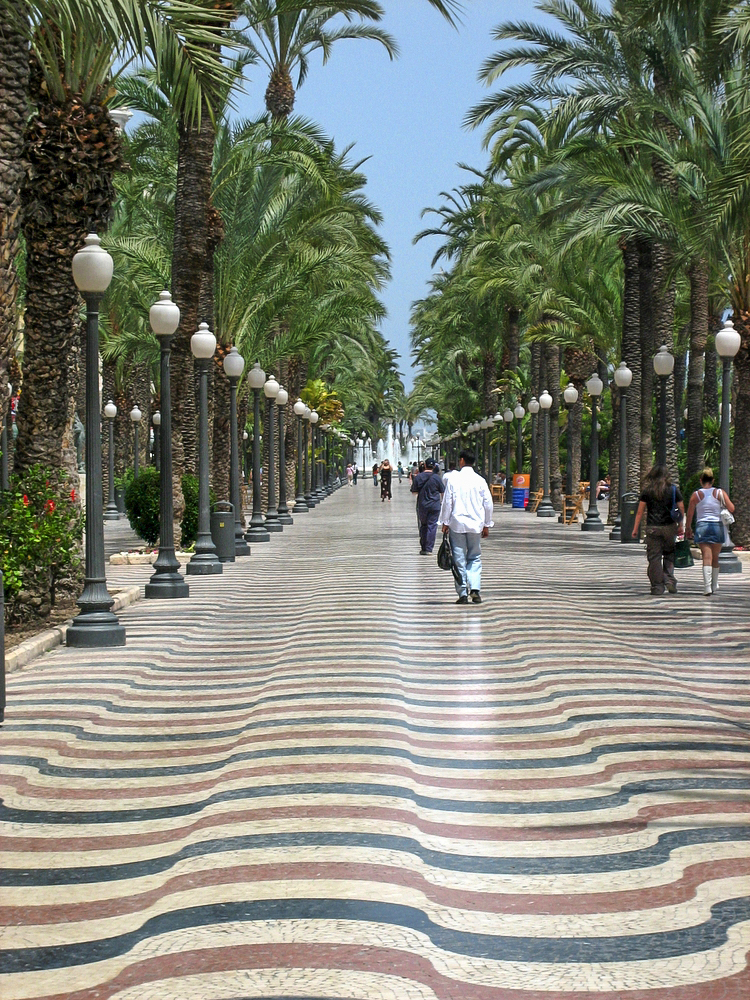
Explanada de España, paseo marítimo con embaldosado haciendo aguas, en la capital alicantina.

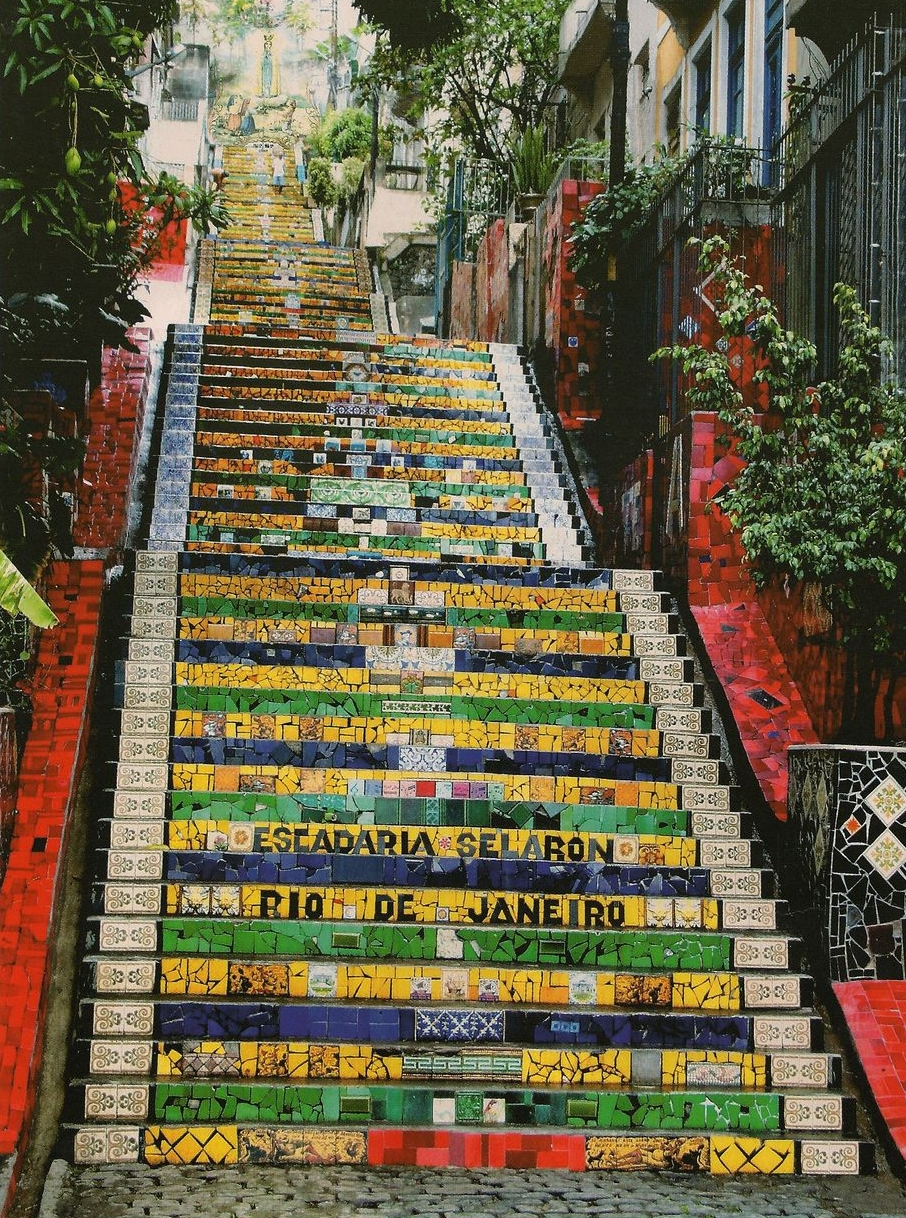
Embaldosado de fantasía carioca, en la escalera Selaron de Río de Janeiro.

Una baldosa es una losa o loseta manufacturada, fabricada en diferentes tipos y técnicas de cerámica, así como en piedra, caucho, corcho, vidrio, metal, plástico, etc.
Originalmente, se llamaba baldosa al ladrillo cuadrado y fino, de forma rectangular o poligonal y de distintos tamaños, usado para pavimentos. En arqueología se define como ladrillo poco grueso o azulejo para cubrir suelos y paredes, y por lo general de superficie pulida. En el campo lingüístico, Corominas lo supone derivado de piedra baldosa o «ladrillo superpuesto», por oposición a la piedra natural que conformara una superficie habitable.

## Orígenes históricos
El embaldosado o proceso de cubrir superficies con baldosa tiene una larga tradición arqueológica y artística en interiores y una presencia distintiva en la arquitectura urbana (calles, plazas, aceras, parques, escalinatas, etc.).

### Baldosas cerámicas
Las baldosas de barro cocido más antiguas datan de la Babilonia del siglo IX a. C. Haciendo abstracción de lo que pudo ofrecer en este campo el Lejano Oriente y siguiendo las grandes culturas occidentales, hay que mencionar la gran industria romana de baldosas de terracota, técnica y uso que quedaron en estado latente hasta que los árabes los reintrodujeron en la península ibérica. Los imperativos de austeridad del Corán estimularían la creación de deslumbrantes diseños geométricos en los suelos y las paredes de los palacios reales y las mezquitas de Al-Ándalus.
El barro cocido con barniz al estaño también es una técnica originada en Oriente Medio. Después de cocida, la baldosa se cubría con barniz blanco y se decoraba con pigmentos antes de cocerla de nuevo para lograr una superficie brillante. A su vez, la mayólica italiana se considera una versión europea de esta técnica.
El formato típico de las baldosas de terracota hechas a mano era un cuadrado de 25 cm de lado. Con la industrialización, las opciones uniformes como las baldosas sin vitrificar sustituyeron a las fabricadas a mano. En época muy reciente, el gusto por formas de decoración naturales, más auténticas, ha recuperado la fabricación artesanal. No obstante, las históricas baldosas de terracota, clásicas, austeras, elegantes, se utilizan casi exclusivamente para la pavimentación de suelos, en tanto que la baldosa vidriada, con su variedad de colores, estilos y diseños, acapara la mayor parte del mercado. Ya desde finales del siglo XX, siguiendo los imperativos de la comodidad, las baldosas de fácil limpieza y mantenimiento se impusieron sobre los criterios estéticos. Sin embargo, la baldosa pequeña, el mosaico, ha experimentado un resurgimiento en los últimos años.

#### El ajedrez flamenco

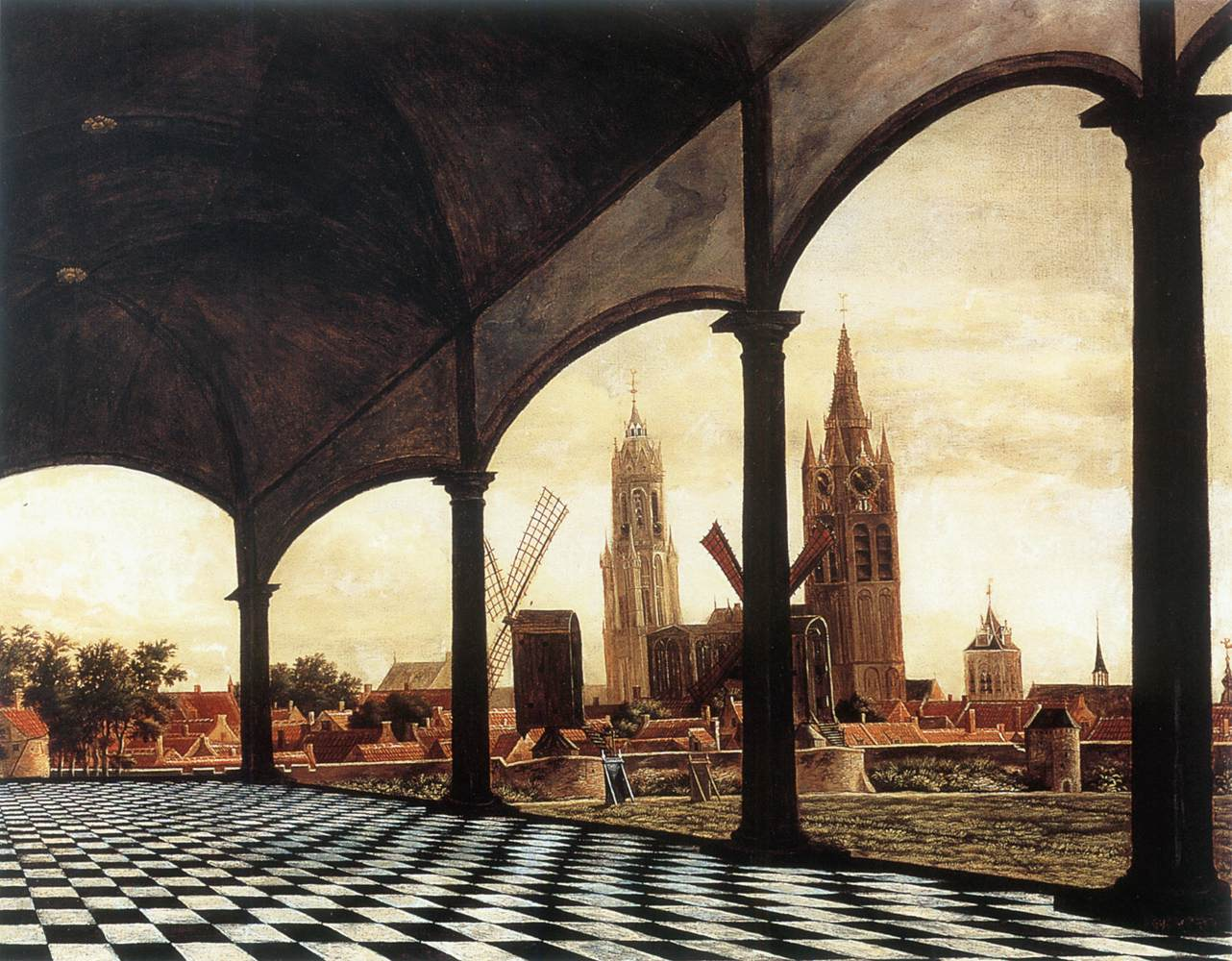
Suelo jaquelado en el óleo Vista de Delft desde una «loggia» imaginaria, pintado por Daniel Vosmaer en 1663.

La historia de la pintura flamenca en los siglos XVI y XVII es rica en documentación visual sobre los gustos y, en consecuencia, el volumen de producción, en materia de solería. El modelo básico y más popular era el jaquelado, un viejo diseño renacentista que los comerciantes flamencos importaron de Italia.[cita requerida]
Ya en el umbral del siglo XVII, la potencia industrial y comercial de la porcelana de Delft en los Países Bajos, desarrolló en el universo de la baldosa una colección de diseños azules y blancos de inspiración oriental. Las piezas se hicieron más finas y delicadas. Técnicamente, se introdujo un tipo de ornamentación con líneas de color púrpura de manganeso sobre la arcilla antes de que alcanzara el estado biscuit y luego se aplicaba un azul bajo cubierta. Finalmente se cubría todo con un barniz de plomo y estaño.

### Otros materiales
Si bien la mayoría de los solados antiguos eran de baldosa cerámica, a veces también se encuentran embaldosados de otros materiales, especialmente piedra.

### Europa medieval
La Europa medieval hizo un uso considerable de azulejos pintados, a veces produciendo esquemas muy elaborados, de los cuales pocos han sobrevivido. Se representaron historias religiosas y seculares. Los mosaicos imaginarios con escenas del Antiguo Testamento que se muestran en el suelo en Jan van Eyck de 1434 de la Anunciación en Washington son un ejemplo. Los "azulejos Tring" del siglo XIV en el Museo Británico muestran escenas infantiles de la Vida de Cristo, posiblemente para una pared en lugar de un piso, mientras que sus "Chertsey Tiles" del siglo XIII, aunque de una abadía, muestran escenas de Ricardo Corazón de León luchando con Saladino en un trabajo de muy alta calidad. Se usaron baldosas de letras medievales para crear inscripciones de cristianismo en los pisos de la iglesia.

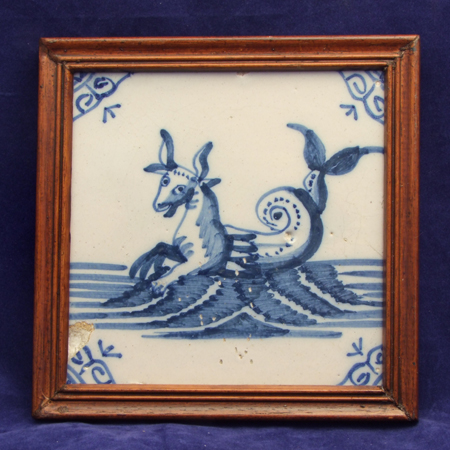
Azulejo azul y blanco del de Delft con monstruo marino

Los azulejos de pared de tipo Delft, típicamente con un diseño pintado que cubría solo un azulejo (bastante pequeño) azul y blanco, eran omnipresentes en Holanda y se exportaban ampliamente al norte de Europa desde el siglo XVI en adelante, reemplazando muchas industrias locales. Varios palacios reales del siglo XVIII tenían habitaciones de porcelana con las paredes completamente cubiertas de porcelana en azulejos o paneles. Los ejemplos sobrevivientes incluyen los del Capodimonte, Nápoles, el Palacio Real de Madrid y el cercano Palacio Real de Aranjuez.

### Lejano oriente
Hay varios otros tipos de azulejos tradicionales que permanecen en la fabricación, por ejemplo, los azulejos zellige pequeños, casi mosaicos, de colores brillantes de Marruecos y los países vecinos. Con excepciones, en particular la Torre de porcelana de Nanjing, los azulejos decorados o los ladrillos vidriados no aparecen en gran medida en la cerámica de Asia oriental.

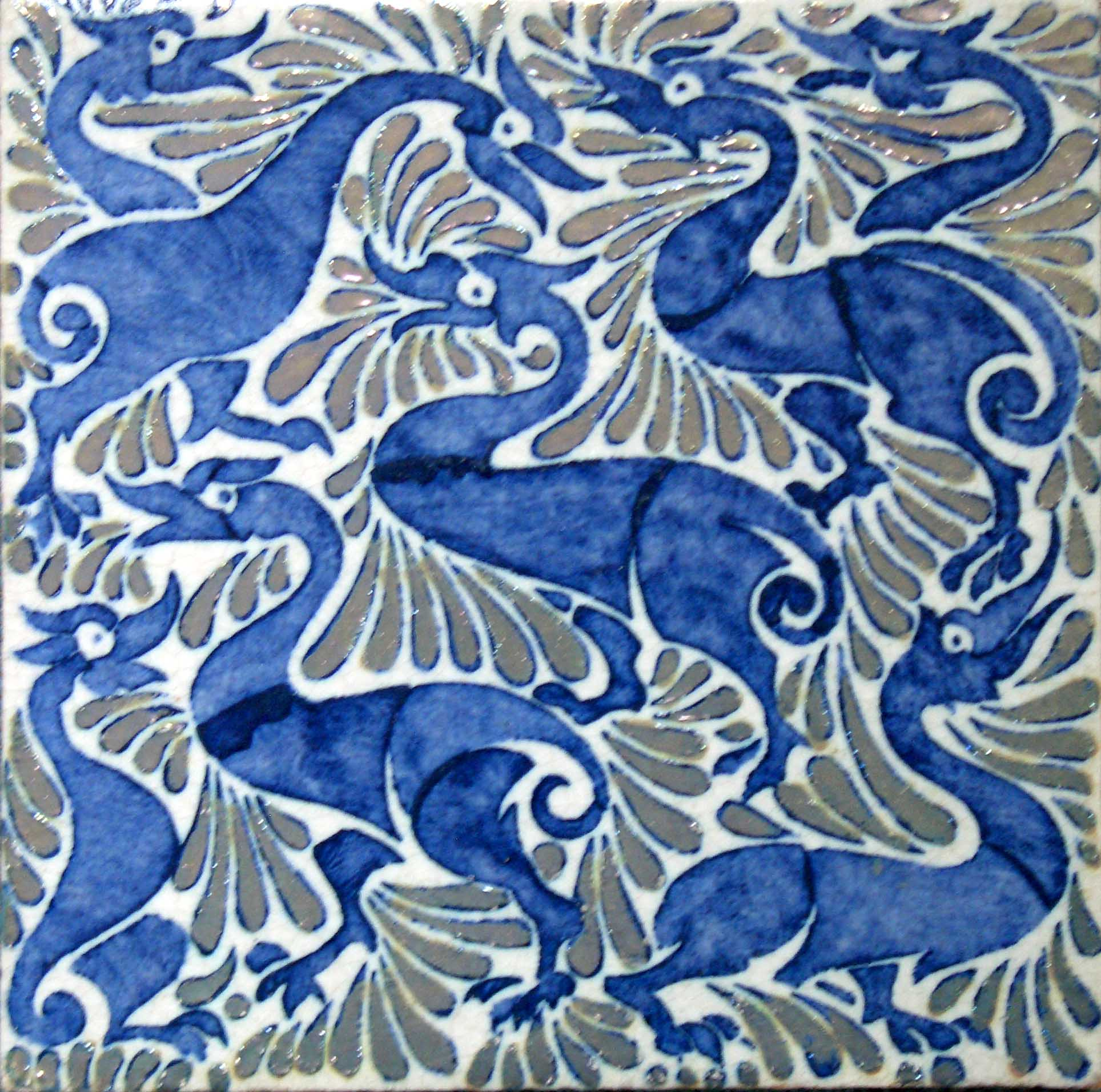
William de Morgan, patos fantásticos en mosaico de 6 pulgadas con reflejos brillantes, período Fulham

### Europa moderna
El período victoriano vio un gran renacimiento en azulejería, en gran parte como parte del Renacimiento gótico, pero también el Movimiento de Artes y Oficios. Los mosaicos estampados, o mosaicos que formaban patrones, ahora se producían en masa a máquina y se nivelaban de manera confiable para pisos y eran baratos de producir, especialmente para iglesias, escuelas y edificios públicos, pero también para pasillos domésticos y baños. Para muchos usos se utilizó la baldosa hidráulica más dura. Los azulejos de pared en varios estilos también revividos; a ello contribuye en gran medida el auge del baño, así como una mayor apreciación del beneficio de la higiene en las cocinas. William De Morgan fue el principal diseñador inglés que trabajó en azulejos, fuertemente influenciado por los diseños islámicos.
Desde la época victoriana, los azulejos se han mantenido estándar para cocinas y baños, y muchos tipos de áreas públicas.

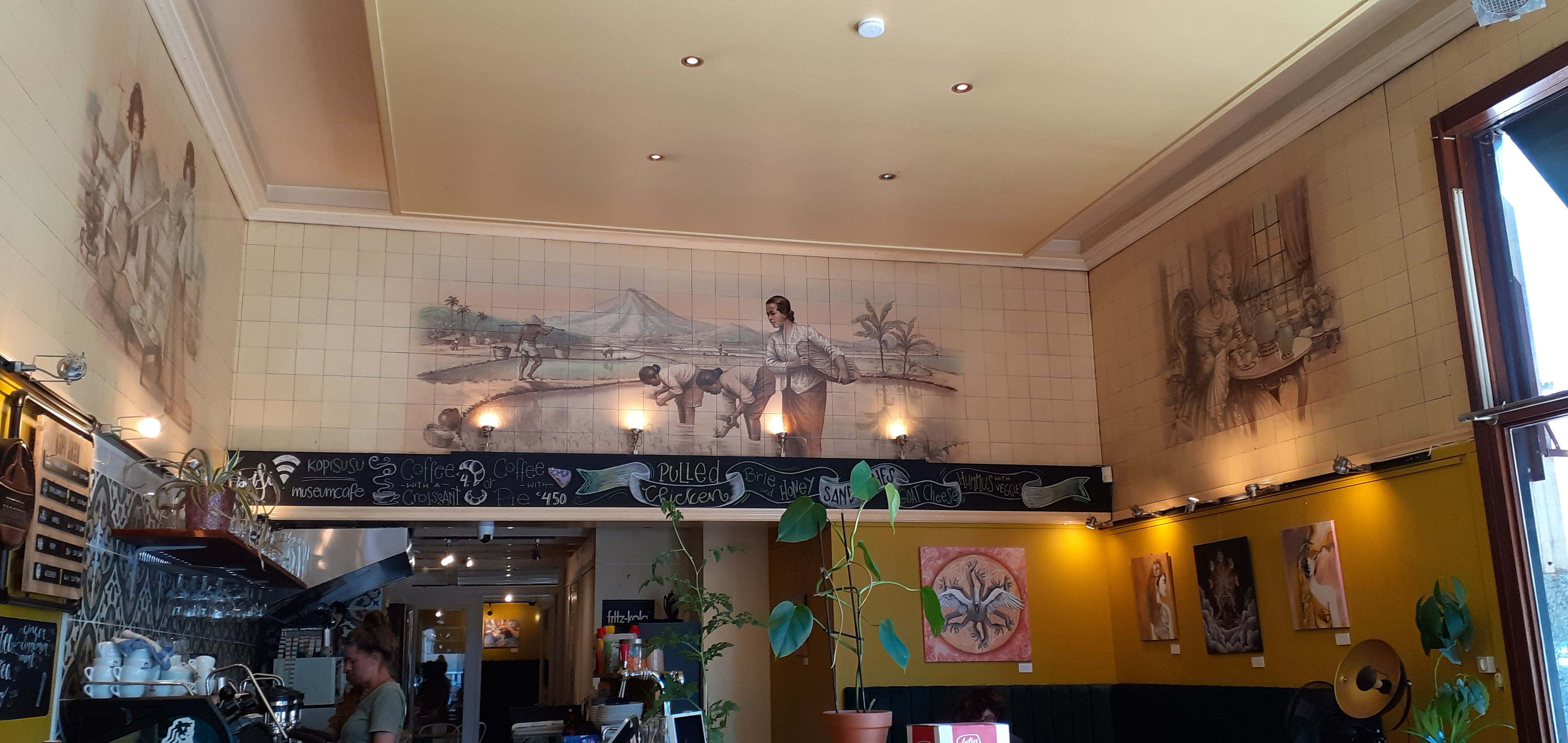
Azulejos en un pub en Utrecht, Países Bajos

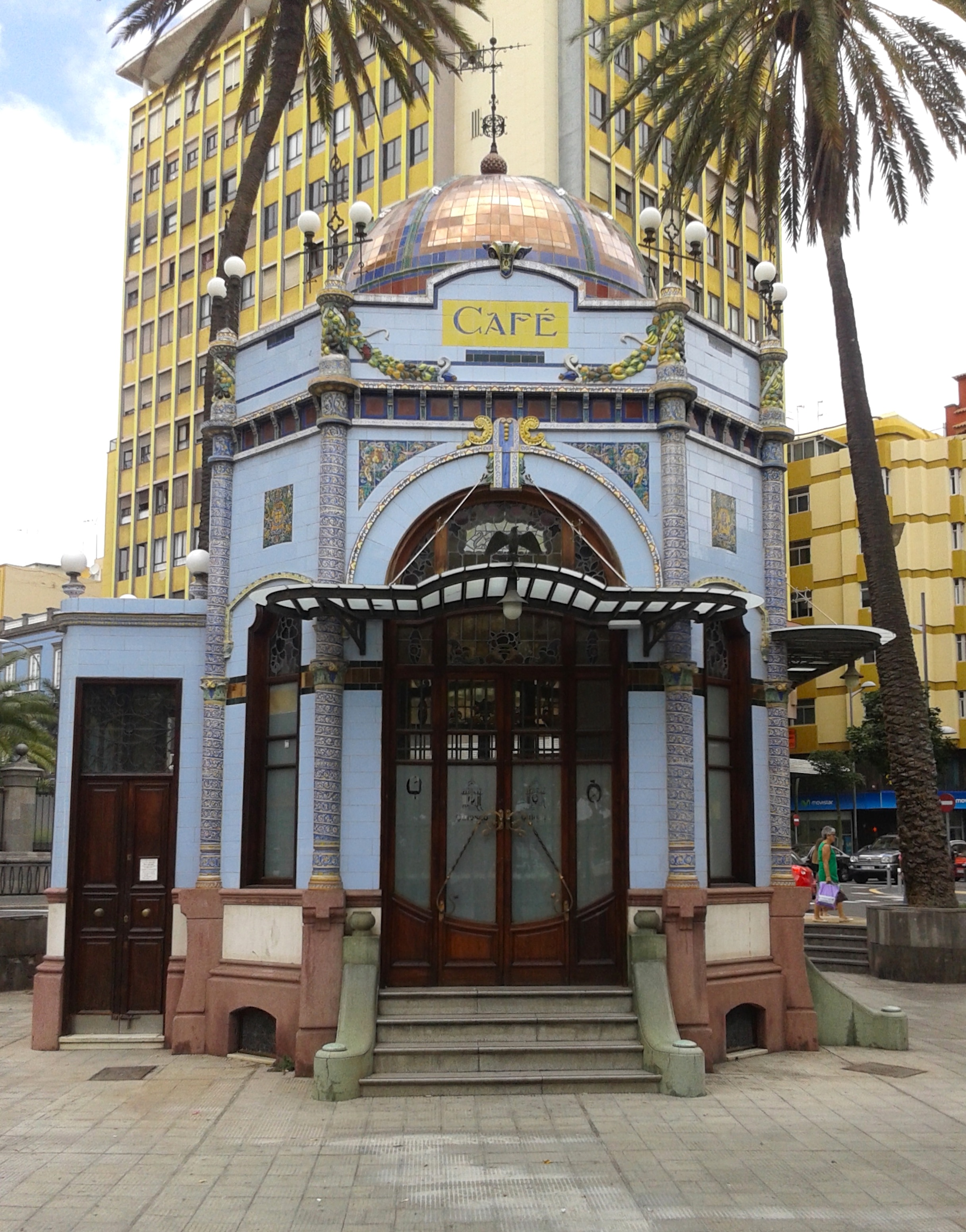
Quiosco de Art Nouveau tardío (1923) en Las Palmas de Gran Canaria cubierto con azulejos de Manises, España.

Panot es un tipo de baldosa exterior y el estilo de pavimentación asociado, ambos encontrados en Barcelona. En 2010, alrededor 5 000 000 m2 de las calles de Barcelona fueron alicatadas.
Portugal y São Luís continúan hoy en día con su tradición de azulejos, con azulejos utilizados para decorar edificios, barcos, e incluso rocas.

## Instalación
El suelo de baldosa se fija a la superficie del piso o pared con un proceso elemental de albañilería, en su especialidad de solería: un mortero básicamente compuesto de cal o cemento (conglomerantes), arena y agua, que al secarse adquiere una constitución muy dura, aunque menor que la del hormigón, lo que permite la transferencia de peso y calor a través de todo el enlosado.

## Materiales

### Piedra
Debido a su resistencia y a que no sufren desgastes notorios con el paso del tiempo, las baldosas de piedra, muy indicadas para exteriores, también pueden ser utilizadas en interiores o en zonas donde haya mucho tránsito de personas.
Hay varias piedras que se usan como pavimento. Las principales son:

#### Mármol
El mármol es un material calizo, poroso y bastante delicado. Inconvenientes, muchos: sus altos precios, difícil de limpiar (por ser un material poroso absorbe los líquidos con bastante facilidad dejando marcas), se raya con facilidad y soporta pocos productos de limpieza. Ventajas: su belleza y el distintivo de categoría social.

#### Granito
El granito pulimentado da posibilidad de baldosas muy bellas y resistentes. Además permite, con espesores relativamente reducidos, hacer baldosas de tamaños considerables. Sin pulir, y en tamaños grandes, se utiliza mucho como pavimento de aceras y de calles.

#### Pizarra
La pizarra, bien pulimentada, bien sin pulimento, se ha utilizado frecuentemente en solados. Hace años, era frecuente encontrar suelos ajedrezados combinando pizarra con mármol blanco.

### Cemento
Las baldosas de cemento, o baldosas hidráulicas, están fabricadas con cemento compacto. Su superficie se colorea con pigmentos, de color liso o formando dibujos. Fueron producidas y utilizadas tradicionalmente desde finales del siglo XIX, en zonas urbanas del mediterráneo: Francia, península ibérica, Italia y antiguas colonias europeas del norte de África y Latinoamérica. La imitación piedra es otra de las opciones similares.

### Terrazo
El terrazo es una versión de la baldosa hidráulica en la que se dejan aparentes en la superficie las piedras que la forman, bien pulimentadas, y dan el aspecto final. Se emplean piedras de diversos tamaños, según el aspecto que quiera obtenerse. Se limpia fácilmente y es un material muy duro que soporta bastante bien las inclemencias del tiempo. Ha caído en desuso frente a otros materiales más modernos.

### Cerámica
La cerámica es un material muy utilizado, ya que se comercializa con diferentes acabados, diseños y estilos. Se compone de arcillas, fundentes, sílice, productos colorantes y otros materiales. Se fabrica con acabado vidriado o sin él. De este último caso son ejemplo (en España) el baldosín catalán, delgado, y la baldosa de Ariza, gruesa y de dimensiones imperfectas. Para impermeabilizarla de las posibles manchas, cuando se coloca en el suelo, requiere un tratamiento, en general a base de aceite de linaza y vinagre.
Con acabado vitrificado, es un material impermeable y resistente en función del grosor. Al contrario que las antiguas baldosas de pared de las edificaciones romanas, amplias y artísticamente trabajadas, la baldosa moderna tiende a ser más pequeña (baldosín) y menos elaborada. En este apartado cabría citar al azulejo.

### Gres porcelánico
Una variante de la baldosa cerámica es el gres porcelánico; es duro, resistente y poco poroso. Su precio es elevado frente a otros materiales. Se limpia fácilmente y soporta cualquier producto de limpieza.

### Metal
Menos utilizadas, las baldosas metálicas se emplean en paneles de proteccíon de la cocina y en zonas expuestas al vertido de productos químicos porque es fácil de limpiar.

### Madera
Aunque ahora se usan poco, hace años fue corriente una baldosa de tipo hidráulico (de cemento) en cuya capa superior había unas delgadas tiras de madera pegadas, que se llamaban entonces (en España) con el impropio nombre de parquet.

## Tipos de embaldosado

Embaldosados tradicionales
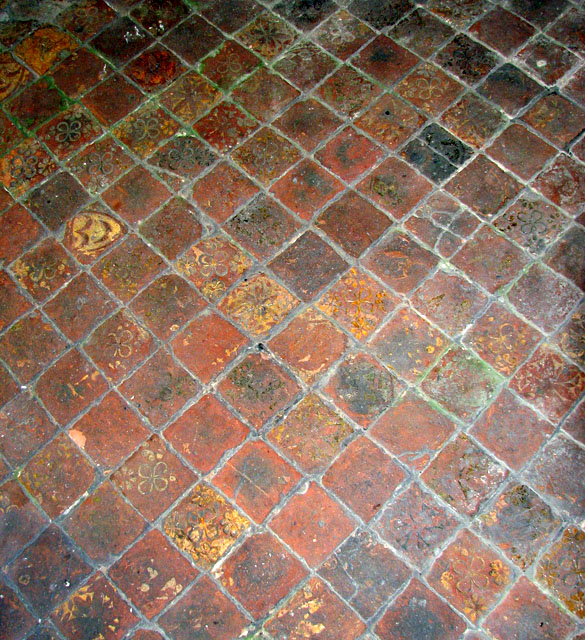
Baldosa medieval decorada en la Iglesia de San Andrés próxima a Barton Bendish, Norfolk, Gran Bretaña.
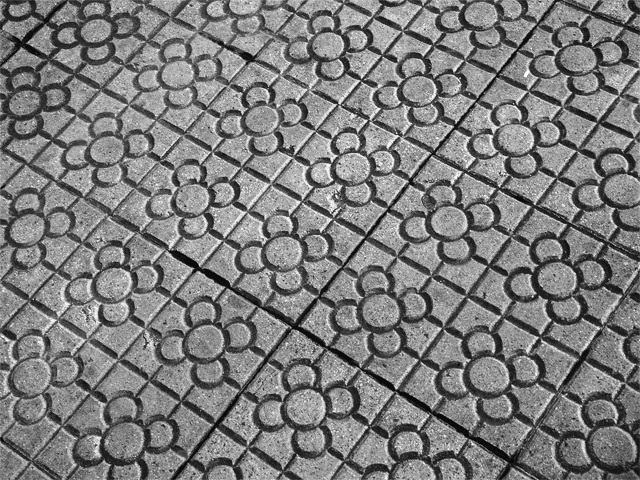
Baldosa de Bilbao del tipo roseta hecha de cemento y típica del nuevo Bilbao.
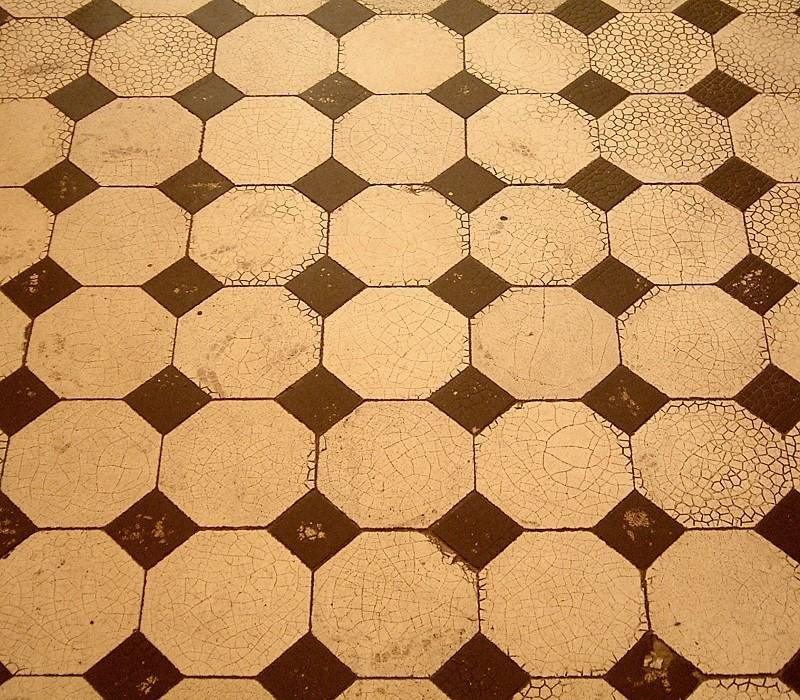
Baldosa octogonal combinada con baldosín en el interior del ayuntamiento de Wuppertal-Vohwinkel, (Alemania).
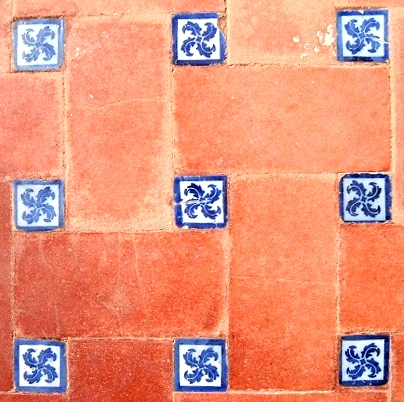
Losa alfarera combinada con baldosín decorado (olambrilla) en la Casa dos Patudos, en Alpiarça (Portugal).

Embaldosados de museo
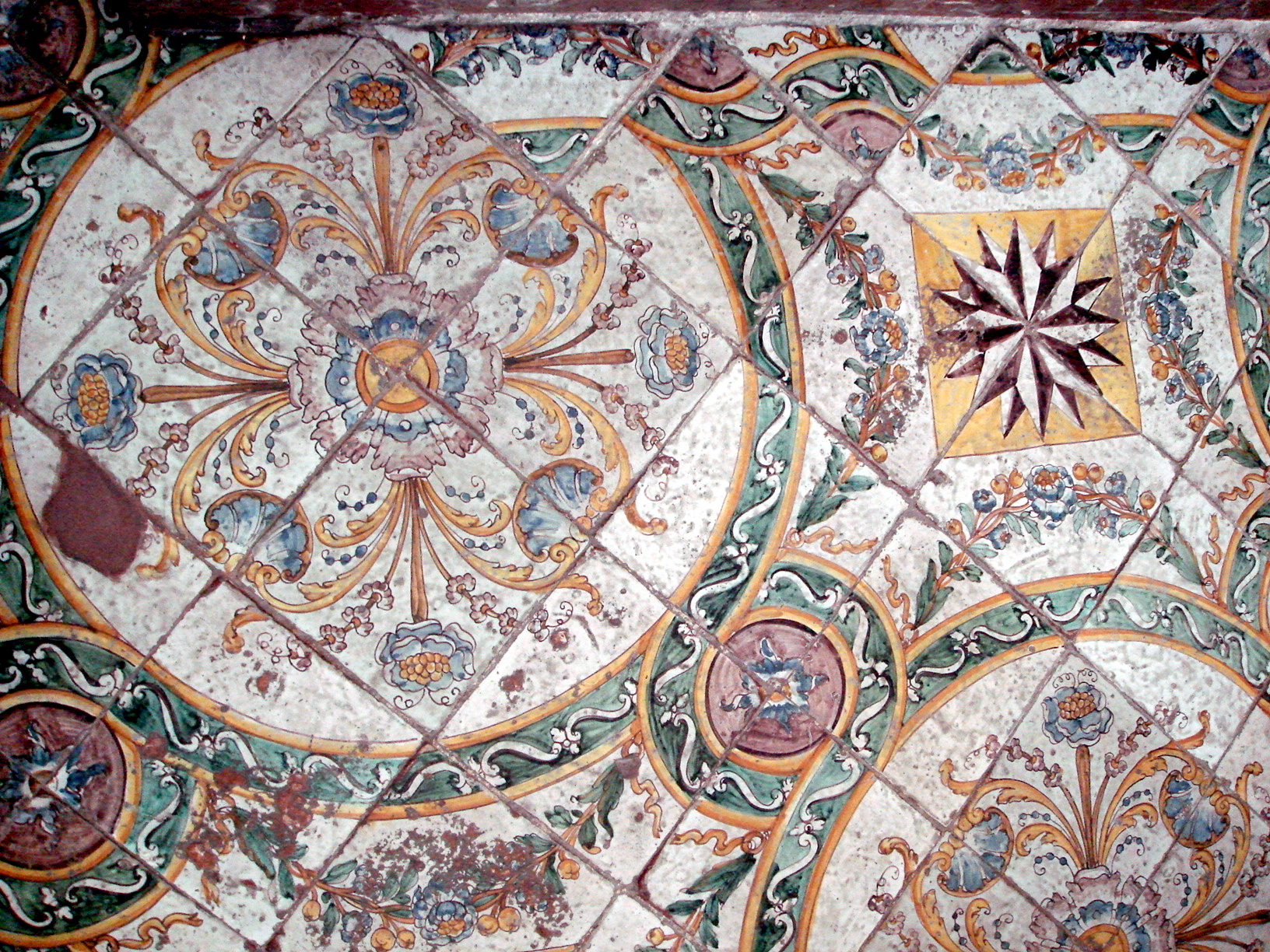
Cerámica de Capodimonte, en la iglesia de Santa María de la Concepción, de Siracusa.
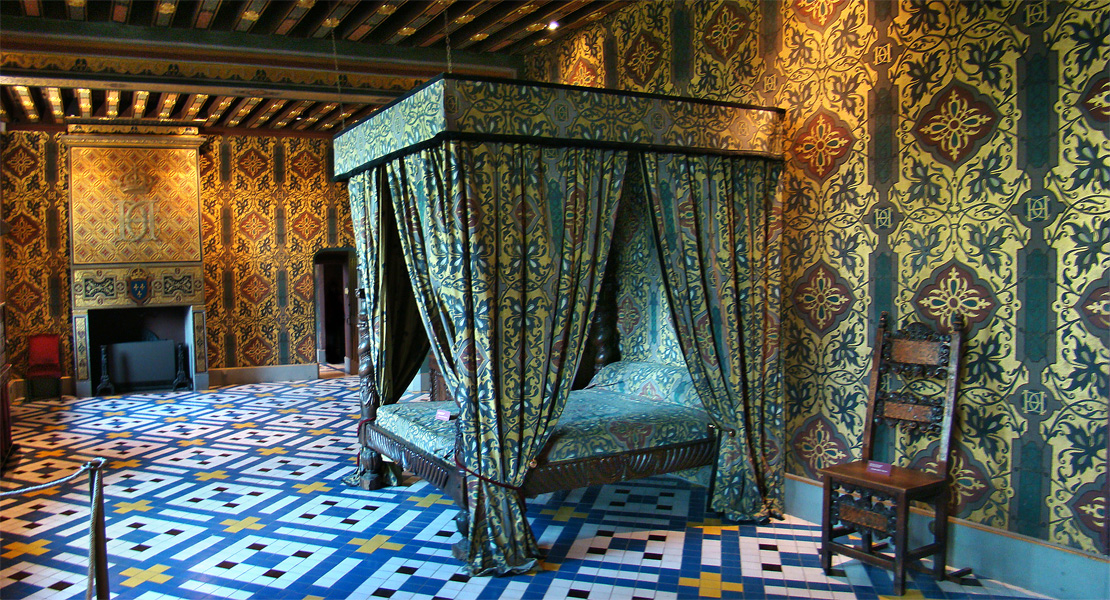
Enlosado del dormitorio de la reina en el Castillo de Blois (Francia).
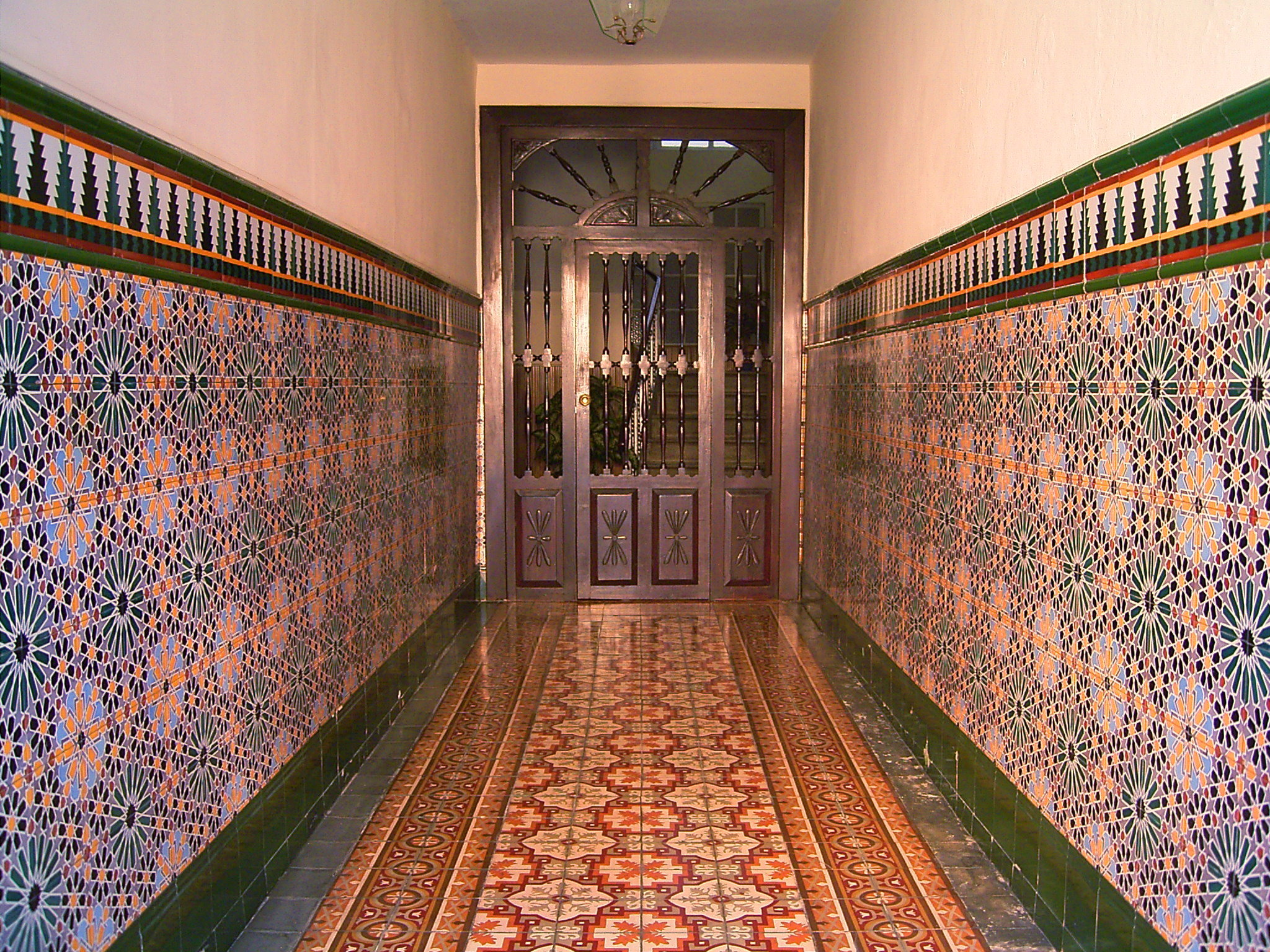
Pasillo en una casa de Santa Cruz de La Palma.
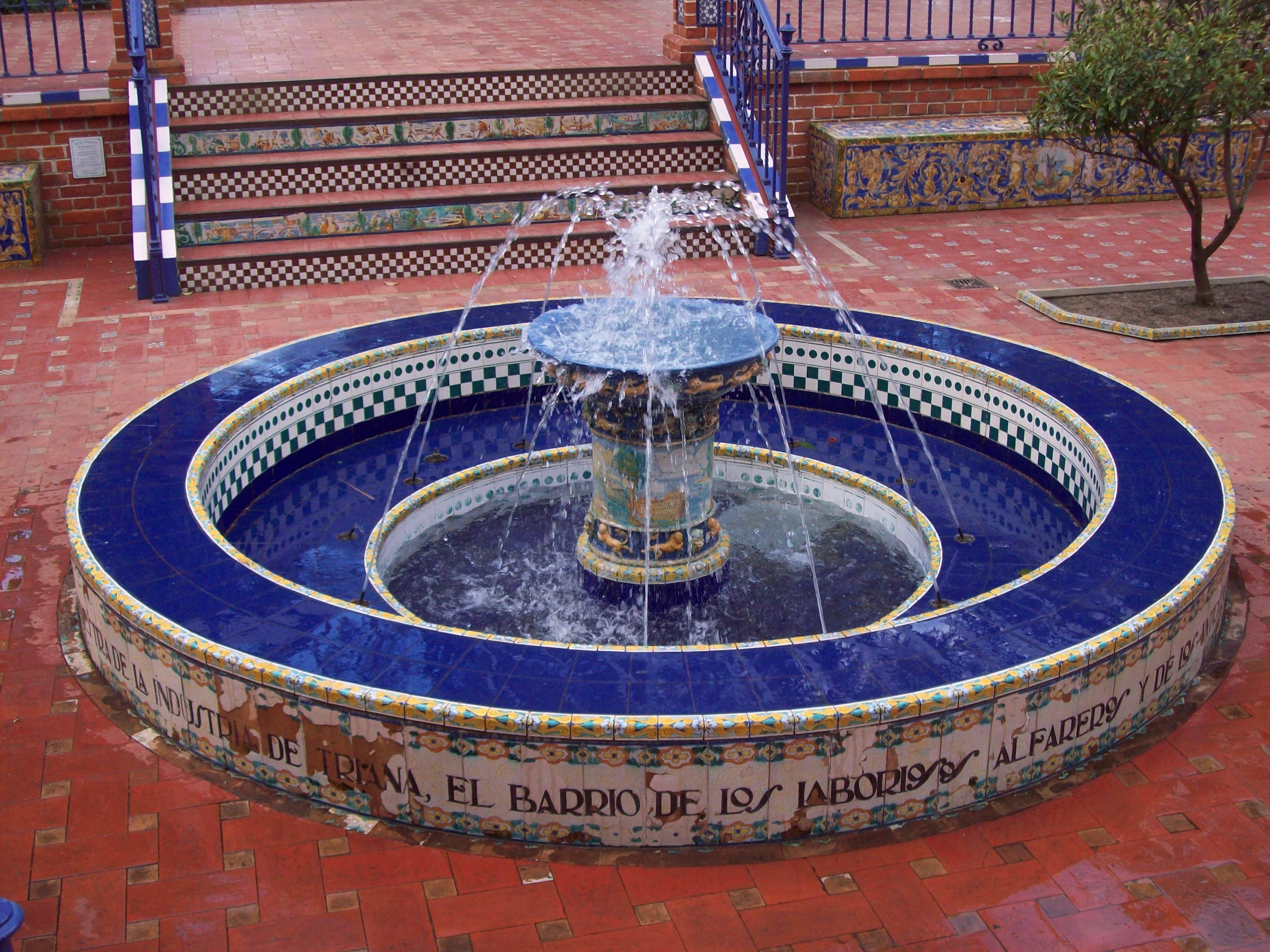
Paseo Andaluz en los Parques de Palermo, Buenos Aires.

## Azulejos decorativos y ladrillos de colores

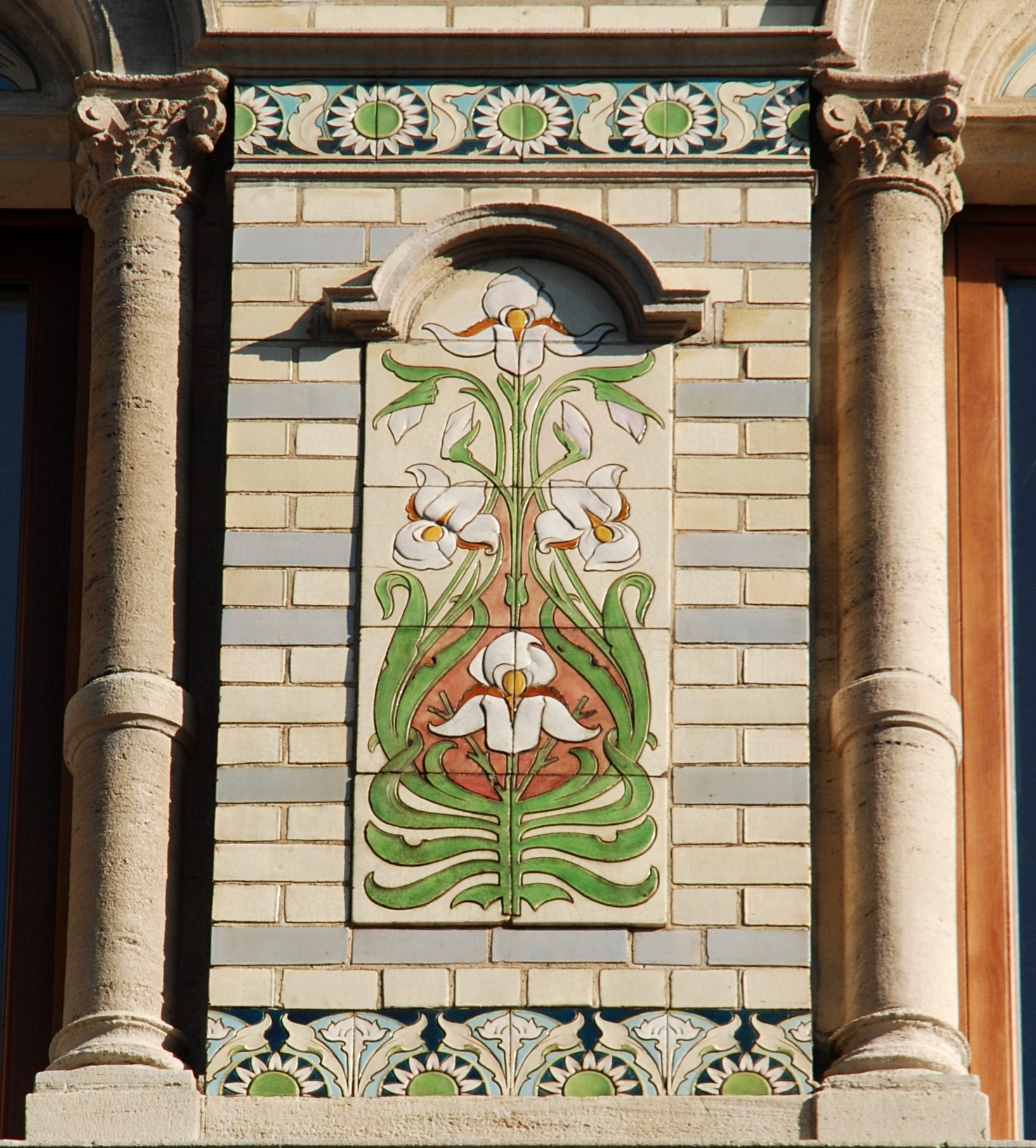
Azulejos de Art Nouveau en Bruselas (Bélgica)

Los mosaicos decorativos o el arte del azulejo deben distinguirse del mosaico, donde las formas están hechas de un gran número de diminutas teselas colocadas irregularmente, cada una de un solo color, generalmente de vidrio o, a veces, de cerámica o piedra. Hay varios patrones de baldosas, como espina de pez, escalonada, compensada, cuadriculada, apilada, molinete, parquet de Versailles, tejido de cesta, azulejos Art, diagonal, chevron, y encáustica que puede variar en tamaño, forma, grosor y color.

## Matemáticas del embaldosado
Ciertas formas de mosaicos, más obviamente rectángulos, se pueden replicar para cubrir una superficie sin espacios. Estas formas se dice teselado (del Latin tessella, 'mosaico') y tal mosaico se llama teselado. Los patrones geométricos de algunos mosaicos decorativos policromados islámicos son bastante complicados (véase patrones geométricos islámicos y, en particular, las teselas girih), incluso hasta supuestamente cuasiperiódicos, similares a los teselados de Penrose.

## Para más información
- Carboni, S.; Masuya, T. (1993). Persian tiles. New York: The Metropolitan Museum of Art.
- Marilyn Y. Goldberg, "Greek Temples and Chinese Roofs," American Journal of Archaeology, Vol. 87, n.º 3. (Jul. 1983), pp. 305–310
- Örjan Wikander, "Archaic Roof Tiles the First Generations," Hesperia, Vol. 59, n.º 1. (Jan.–Mar. 1990), pp. 285–290
- William Rostoker; Elizabeth Gebhard, "The Reproduction of Rooftiles for the Archaic Temple of Poseidon at Isthmia, Greece," Journal of Field Archaeology, Vol. 8, n.º 2. (Summer, 1981), pp. 211–227
- Michel Kornmann and CTTB, "Clay bricks and roof tiles, manufacturing and properties", Soc. Industrie Minerale, París (2007) ISBN 2-9517765-6-X
- E-book on the manufacture of roofing tiles in the United States from 1910.